# مونتویل (اوهایو)
مونتویل (به انگلیسی: Montville) یک منطقهٔ مسکونی در ایالات متحده آمریکا است که در شهرستان جی‌آگو، اوهایو واقع شده‌است.